# Pentalogi
En pentalogi (även kallad kvintologi) är en sammanhållen grupp av fem verk inom något konstnärligt område.

## Kända pentalogier

### Film
- - Filmerna om Hannibal Lecter
  - Filmerna om John Rambo porträtterad av den skådespelaren Sylvester Stallone.